# Ellsworth Vines
Henry Ellsworth Vines mlajši, ameriški tenisač in golfist, * 28. september 1911, Los Angeles, ZDA, † 17. marec 1994, La Quinta, Kalifornija, ZDA.
Ellsworth Vines je v posamični konkurenci osvojil Nacionalno prvenstvo ZDA v letih 1931 in 1932 ter Prvenstvo Anglije leta 1932, leta 1933 pa se je uvrstil v finale. Na turnirjih za Prvenstvo Avstralije se je najdlje uvrstil leta 1933 v četrtfinale, ko je turnir dobil v moških dvojicah. Leta 1932 je osvojil tudi Nacionalno prvenstvo ZDA v moških dvojicah, leta 1933 pa še v mešanih dvojicah. Leta 1933 je bil član ameriške reprezentance v tekmovanju International Lawn Tennis Challenge, kjer se je uvrstila v finale. Leta 1962 je bil sprejet v Mednarodni teniški hram slavnih.

## Finali Grand Slamov

### Posamično (4)

#### Zmage (3)
| Leto | Turnir                       | Nasprotnik v finalu | Rezultat finala    |
| 1931 | Nacionalno prvenstvo ZDA     | George Lott         | 7–9, 6–3, 9–7, 7–5 |
| 1932 | Prvenstvo Anglije            | Henry Austin        | 6–4, 6–2, 6–0      |
| 1932 | Nacionalno prvenstvo ZDA (2) | Henri Cochet        | 6–4, 6–4, 6–4      |

#### Porazi (1)
| Leto | Turnir            | Nasprotnik v finalu | Rezultat finala          |
| 1933 | Prvenstvo Anglije | Jack Crawford       | 6–4, 9–11, 2–6, 6–2, 4–6 |